# Marienthal (Kansas)
Marienthal es un lugar designado por el censo ubicado en el condado de Wichita en el estado estadounidense de Kansas. En el año 2010 tenía una población de 71 habitantes.

## Geografía
Marienthal se encuentra ubicado en las coordenadas 38°29′16.04″N 101°12′39.53″O / 38.4877889, -101.2109806 (38.48779° -101.21098°).